# Marianne Stokes
Marianne Stokes auch Mrs. Adrian Stokes, geborene Preindlsberger (* 19. Januar 1855 in Graz; † 13. August 1927 in London) war eine österreichisch-britische Malerin.

## Leben

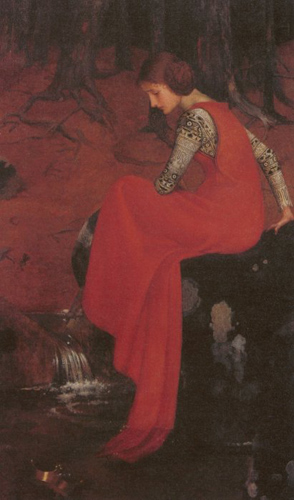
Marianne Stokes: Mélisande, Wallraf-Richartz-Museum & Fondation Corboud

Marianne Preindlsberger studierte zunächst Kunst an der Münchner Akademie bei Wilhelm von Lindenschmit. Unter dem Einfluss der Münchner Schule entstanden Frühwerke wie das Gemälde Träumendes Mädchen aus dem Jahr 1875. Später wechselte sie mit einem Stipendium an die École des Beaux-Arts in Paris und nahm Unterricht bei Pascal Adolphe Dagnan-Bouveret. Die Malerin arbeitete in Paris und der Umgebung und fand im Naturalismus der Gemälde von Jules Bastien-Lepage und Jean-François Millet neue Vorbilder. 1883 lernte sie bei einem Aufenthalt in Pont-Aven in der Bretagne den englischen Maler Adrian Scott Stokes (1854–1935) kennen. Ihn heiratete sie 1884 und zog mit ihm nach England. Marianne Stokes dort entstandenes Gemälde Reflection stellte sie im selben Jahr im Pariser Salon aus. Nach einer erneuten Präsentation des Gemäldes 1885 in der Royal Academy of Arts kaufte es die Walker Art Gallery in Liverpool an. 1886 folgten Marianne and Adrian Stokes den Ruf des irischen Malers Stanhope Forbes, dem Gründer der Künstlerkolonie Newlyn School, nach St Ives in Cornwall, wo sie von Helene Schjerfbeck längeren Besuch erhielten. Hier entstanden überwiegend ländliche Genreszenen. Im gleichen Jahr besuchte das Paar auch die Künstlerkolonie in Skagen an der Nordspitze Dänemarks (Michael Anchers Gemälde „Kindstaufe“ und eine Reihe von Fotos belegen diese Beziehung zu den Skagenmalern). Später lebten Adrian und Marianne Stokes an verschiedenen Orten in England. Neben regelmäßigen Ausstellungen in der Royal Academy, nahm sie 1893 auch mit einigen Gemälden an der World Columbian Exposition in Chicago teil, wo sie mit einer Medaille ausgezeichnet wurde.
In den 1890er Jahren wandte sich Marianne Strokes in ihrem Werk häufig mittelalterlichen, religiösen und mythischen Motiven zu. Der Einfluss und die Tradition der britischen Präraffaeliten und vom Jugendstil tritt hierbei deutlich hervor. Um die Jahrhundertwende entfalteten Marianne and Adrian Stokes eine weite Reisetätigkeit. Einer gemeinsamen Reise des Ehepaars Stokes nach Ždiar in den Karpaten folgte das 1909 in London erschienene Buch Hungary, dessen von Marianne Stokes stammende Porträtstudien slowakischer Bergbäuerinnen auch volkskundliche Bedeutung haben. 1923 wurde Marianne Stokes Mitglied der Royal Society of Painters in Water Colours, der späteren Royal Watercolour Society.
Werke der Künstlerin befinden sich unter anderem in der Londoner Tate Gallery, im Kölner Wallraf-Richartz-Museum & Fondation Corboud und in den öffentlichen Sammlungen von Pittsburgh, Manchester und Wolverhampton.

## Ausgewählte Werke

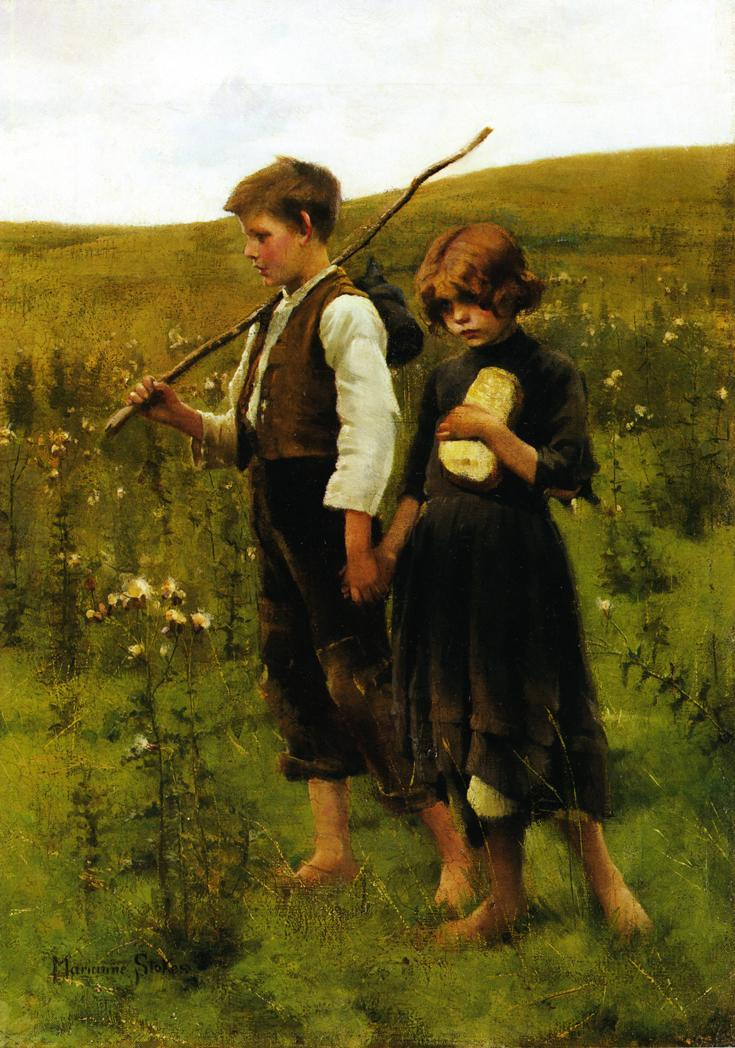
On the Way to the Fields
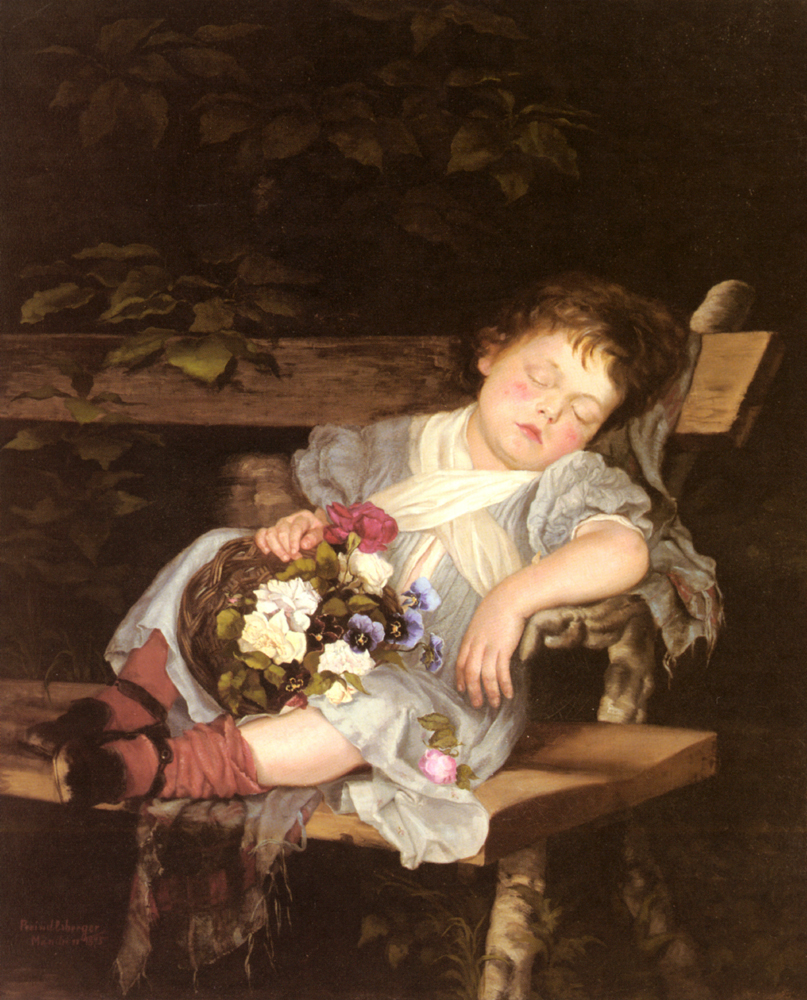
Träumendes Mädchen
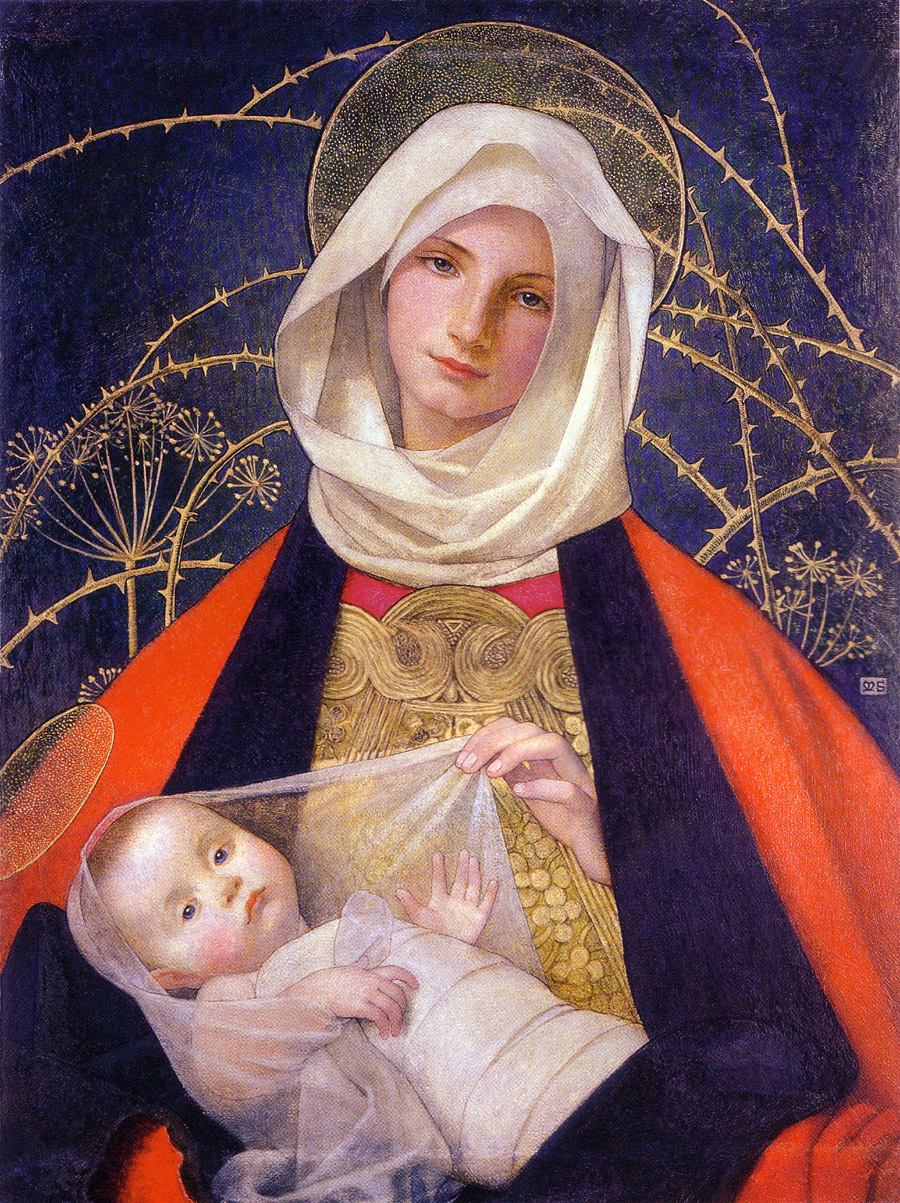
Madonna and Child
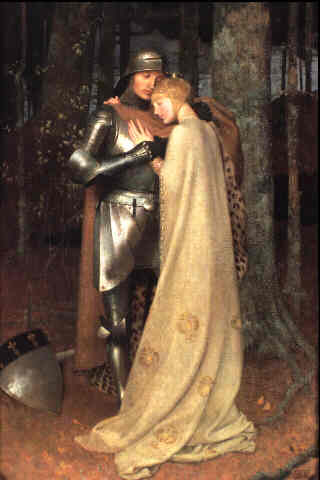
Aucassin and Nicolette
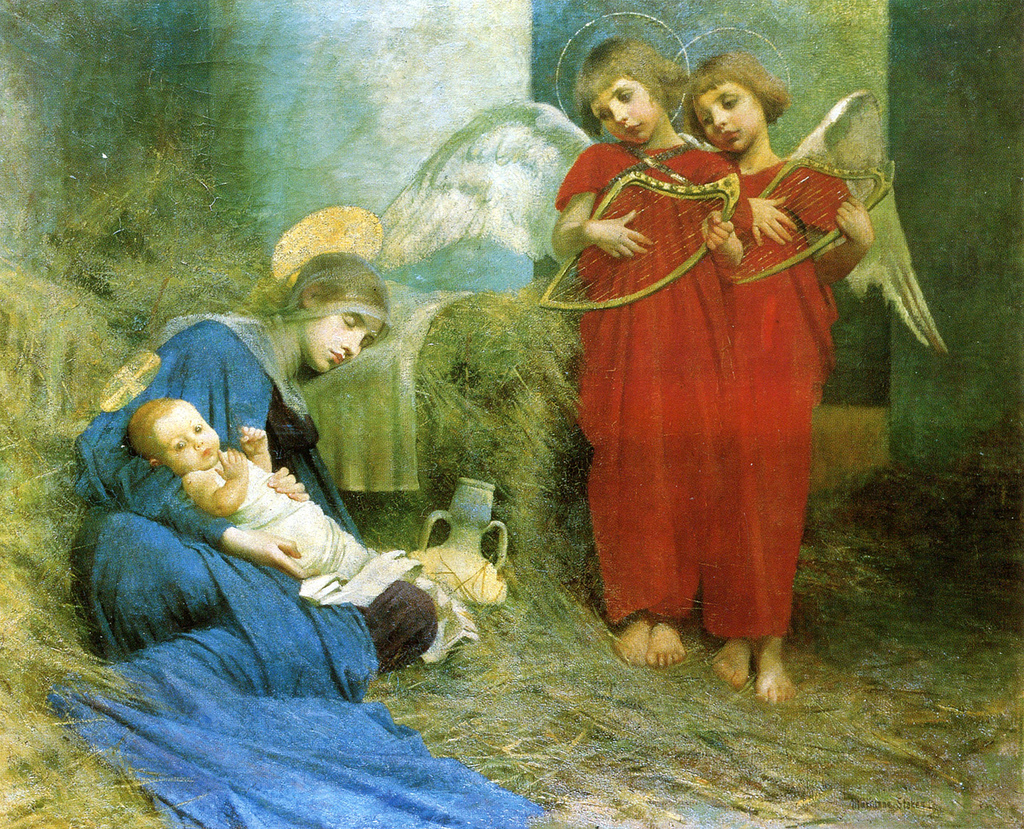
Angels Entertaining the Holy Child
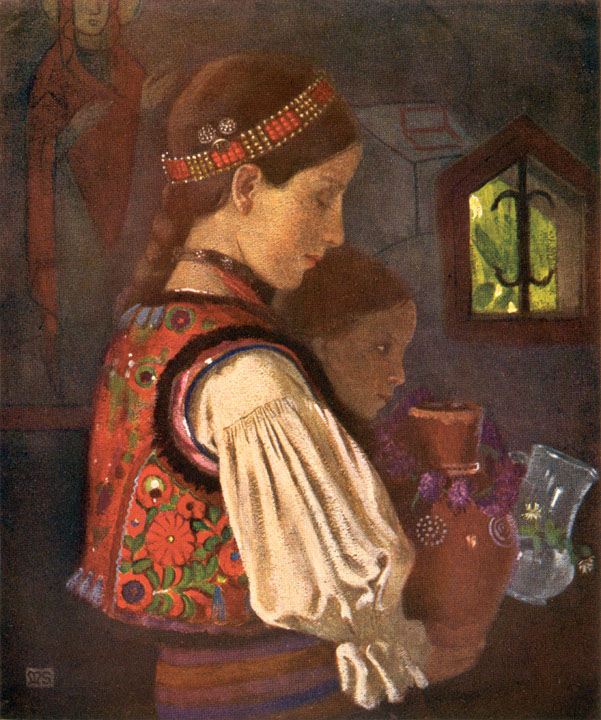
Romanian Children bringing Water to be Blessed in the Greek Church, Desze
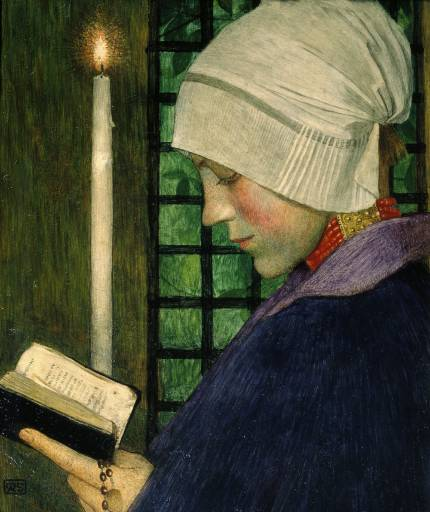
Maria Lichtmess
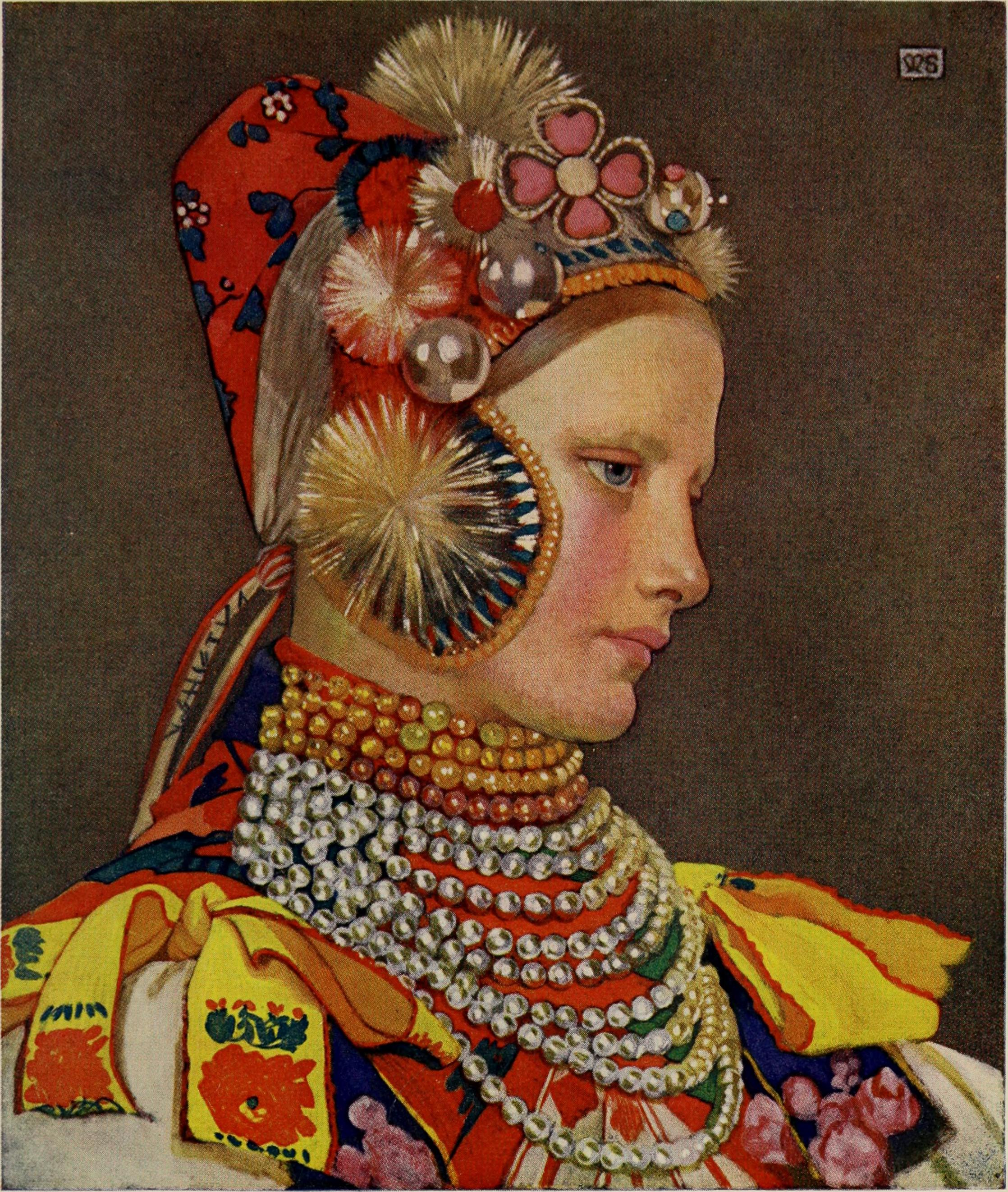
Hungarian portrait
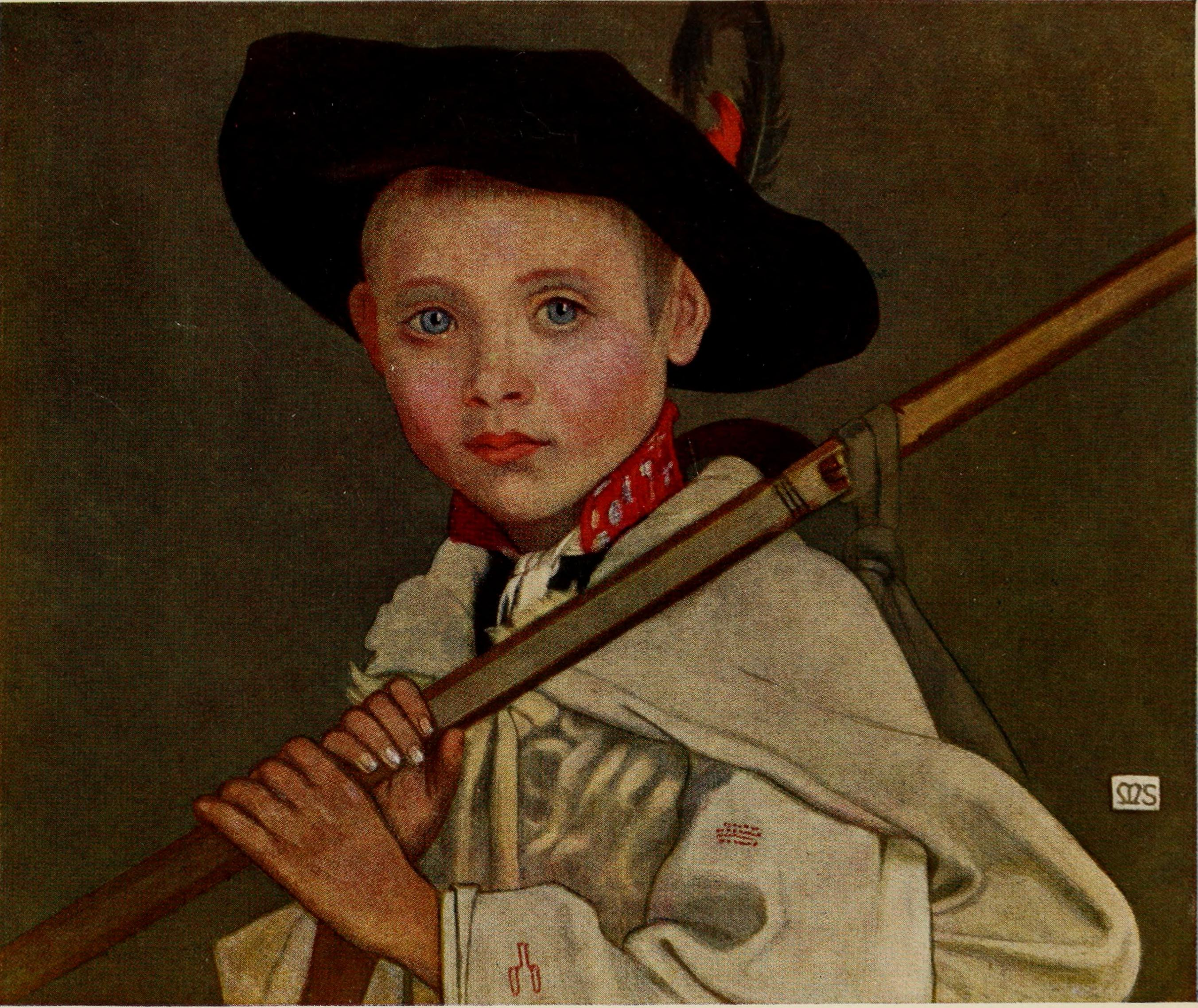
Hungarian boy
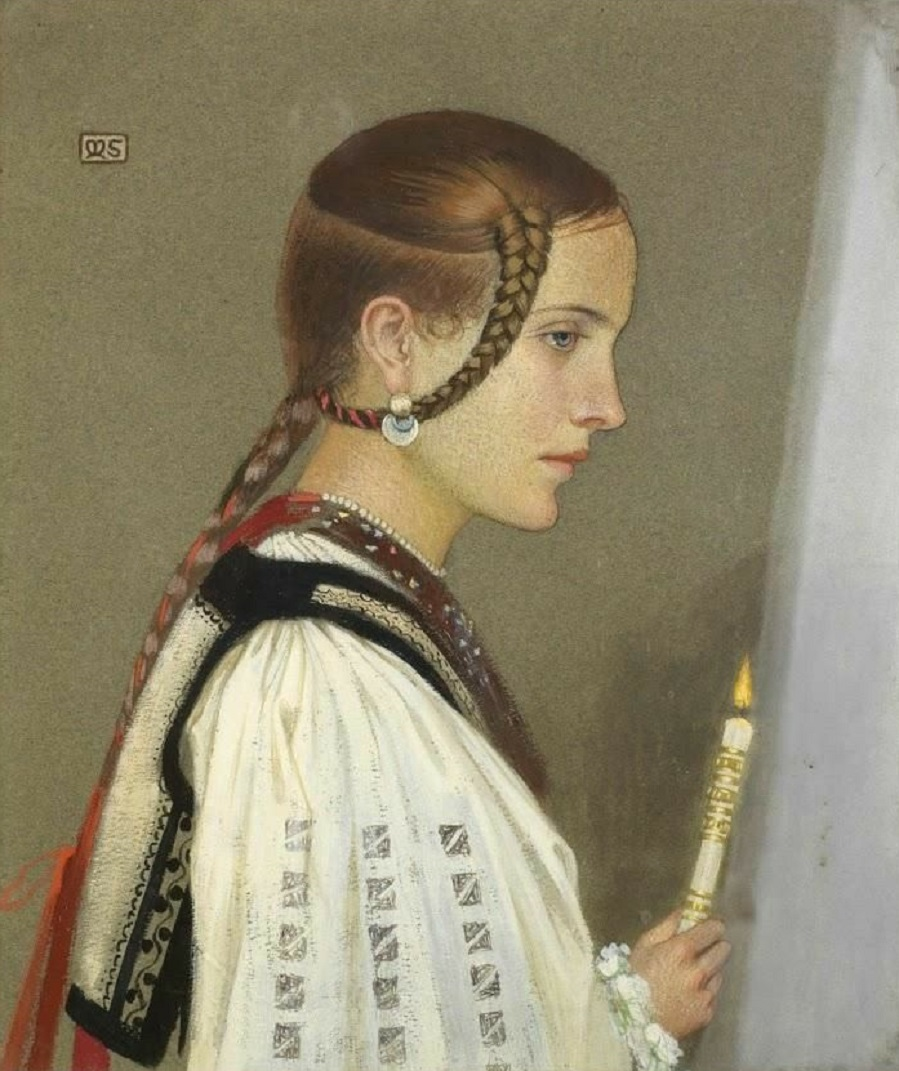
A Rumanian Bridesmaid
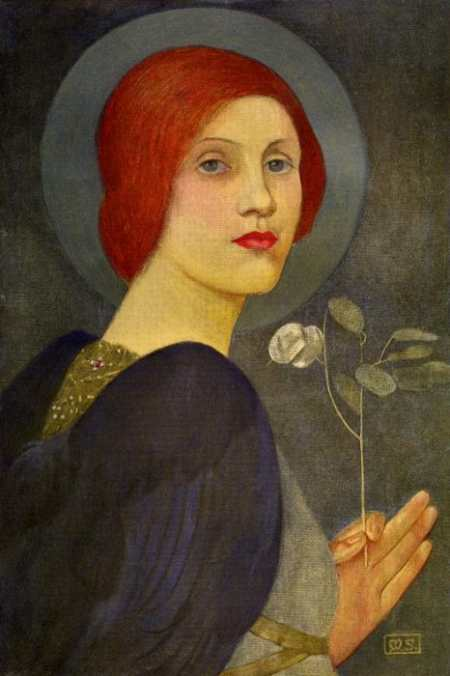
An Angel